# Stasimopus fordi
Stasimopus fordi är en spindelart som beskrevs av Hewitt 1927. Stasimopus fordi ingår i släktet Stasimopus och familjen Ctenizidae. Inga underarter finns listade i Catalogue of Life.